# 埃彭施拉格
埃彭施拉格是德国巴伐利亚州的一个市镇。总面积17.02平方公里，总人口967人，其中男性485人，女性482人（2011年12月31日），人口密度57人/平方公里。